# Шувалов, Павел Павлович
Граф Павел Павлович Шувалов (1859—1905) — русский военный и государственный деятель из рода Шуваловых, московский и одесский градоначальник, генерал-майор.

## Биография
Сын графа Павла Андреевича Шувалова и Ольги Эсперовны, урождённой княжны Белосельской-Белозерской. Родился 19 (31) мая 1859 года.
Образование получил в Пажеском корпусе, но курса там не окончил, а в 1877 году держал дополнительный экзамен на прапорщика пешей артиллерии при Михайловском артиллерийском училище. Выпущен в 1877 году из камер-пажей прапорщиком в 24-ю артиллерийскую бригаду, затем произведен в штабс-капитаны 5-й батареи гвардейской конно-артиллерийской бригады.
Участник русско-турецкой войны 1877—1878 годов. Участвовал в артиллерийских боях против Правецкой укрепленной позиции, при занятии города Орхание и Врачешской позиции, у Арабконака и д. Шандорник. Перейдя суровой зимой 1877 года через Балканы, участвовал в ряде перестрелок при наступлении к Филиппополю.
6 мая 1878 года переведен в гвардейскую конно-артиллерийскую бригаду, с назначением на должность ординарца к начальнику артиллерии гвардейского корпуса. С 1882 по 1885 адъютант Гвардейской конно-артиллерийской бригады, (в 1884 произведен в подпоручики, в 1885 в поручики).
С 1891 года — адъютант великого князя Сергея Александровича, (с 1891 штабс-капитан), с 1894 и.д. заведующего Двора Его Императорского Высочества великого князя Сергея Александровича, в 1895 получил чин капитана. С 1898 — офицер для Особых поручений при МВД.
В 1895 году, после нескольких лет нахождения в запасе, возвращается на службу в лейб-гвардии Преображенский полк. В 1896 г. производится в полковники с назначением штаб-офицером для Особых поручений при Министре внутренних дел. С 20 февраля 1898 и.д. Одесского градоначальника, с производством в генерал-майоры утверждается в должности. С 1903 — генерал для Особых поручений при МВД.

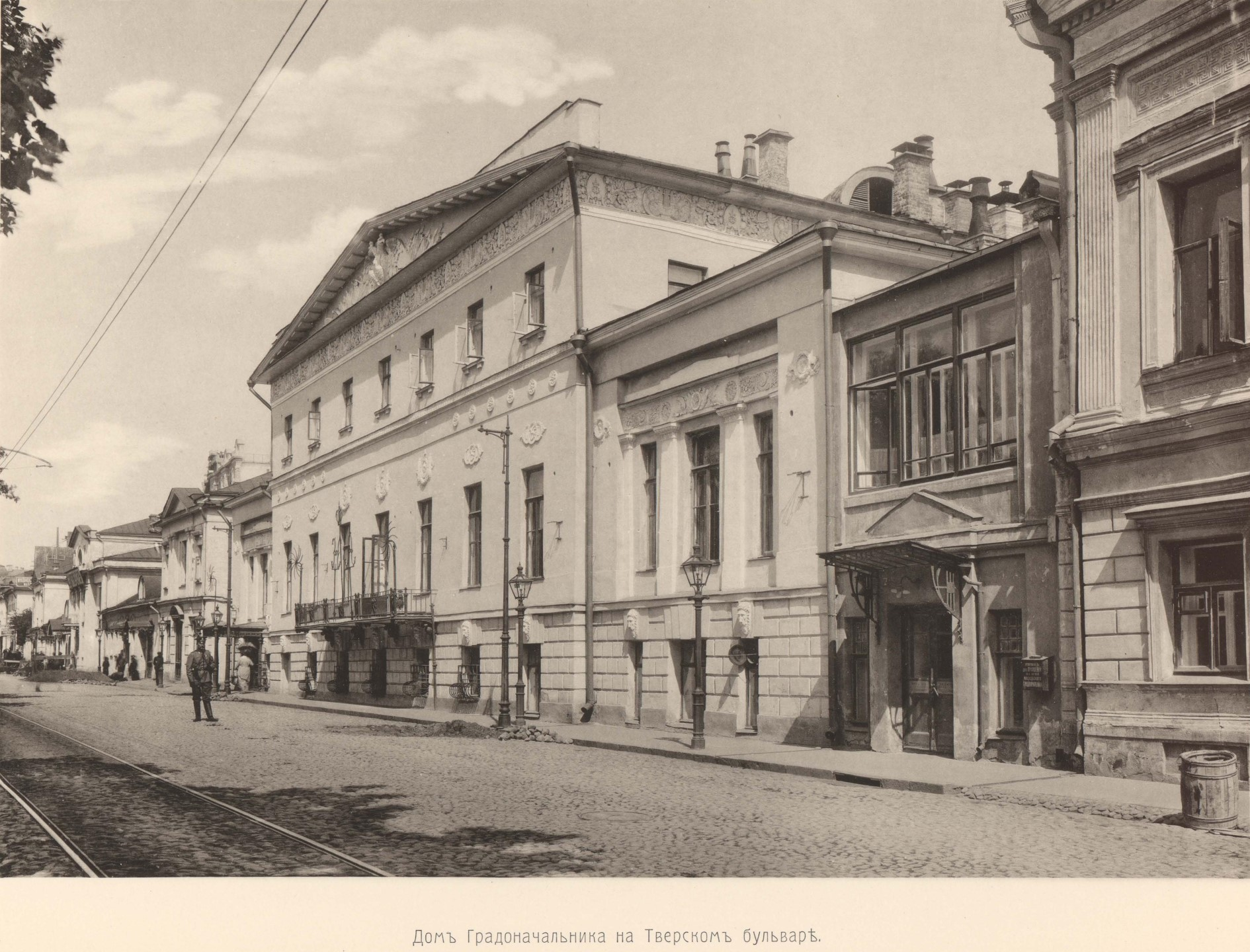
Дом Градоначальника на Тверском бульваре, около 1913 г.

Был назначен 18 апреля 1905 года Московским градоначальником (прибыл в Москву и приступил к обязанностям 30 апреля). На этом посту он сменил Е. Н. Волкова, уволенного после убийства Великого князя Сергея Александровича.
Павел Павлович был сторонником жёсткой линии в отношении экстремистского крыла демократического движения.
Во время обычного приема посетителей в доме Градоначальника на Тверском бульваре 28 июня (11 июля) 1905 года был убит несколькими выстрелами из револьвера в упор бывшим членом «Боевой организации эсеров» Петром Куликовским.
Похоронен в Софийской церкви имения «Вартемяки» — родовой усыпальнице графов Шуваловых (Санкт-Петербургская губерния).

## Награды
- Орден Святой Анны 4 степени (Выс. пр. 1878),
- Орден Святого Станислава 3 степени с мечами и бантом (Выс. пр. 1878),
- Орден Святой Анны 3 степени с мечами и бантом (Выс. пр. 1878),
- Орден Святого Владимира 4 степени (Выс. пр. 1888),
- Орден Святого Станислава 2 степени (Выс. пр. 1892),
- Орден Святой Анны 2 степени (Выс. пр. 1896),
- Орден Святого Владимира 3 степени (Выс. пр. 1899),
- Монаршая благодарность (Выс. пр. 1900).

Иностранные:
- австрийский Орден Железной Короны 3-й степени (1879),
- офицерский крест греческого Ордена Спасителя (1885),
- кавалерский крест мекленбург-шверинского ордена (1885),
- турецкий орден Меджидие 3-й степени (1885),
- прусский орден Короны 3-й степени (1886),
- командорский крест 2-го класса гессенского Ордена Филиппа Великодушного (1896),
- командорский крест румынского Ордена Звезды Румынии 3-й степени (1896),
- командорский крест монакского Ордена Св. Карла (1896),
- командорский крест 1-го класса Ордена Эрнестинского дома (1896),
- командорский крест австрийского Ордена Франца-Иосифа (1896),
- командорский крест испанского Ордена Карла III (1896),
- командорский крест 1-го класса гессенского Ордена Филиппа Великодушного (1897),
- турецкий орден Османие 3-й степени (1897),
- бухарский Орден Благородной Бухары (1898),
- китайский Орден Двойного дракона 3-й степени 1-го класса (1898),
- японский Орден Восходящего солнца 3-й степени (1898),
- большой офицерский крест 2-й степени болгарского Ордена Святого Александра (1899),
- командорский знак португальского военного Ордена Христа (1900),
- абиссинский Ордена Звезды Эфиопии 2-й степени (1900).

## Семья

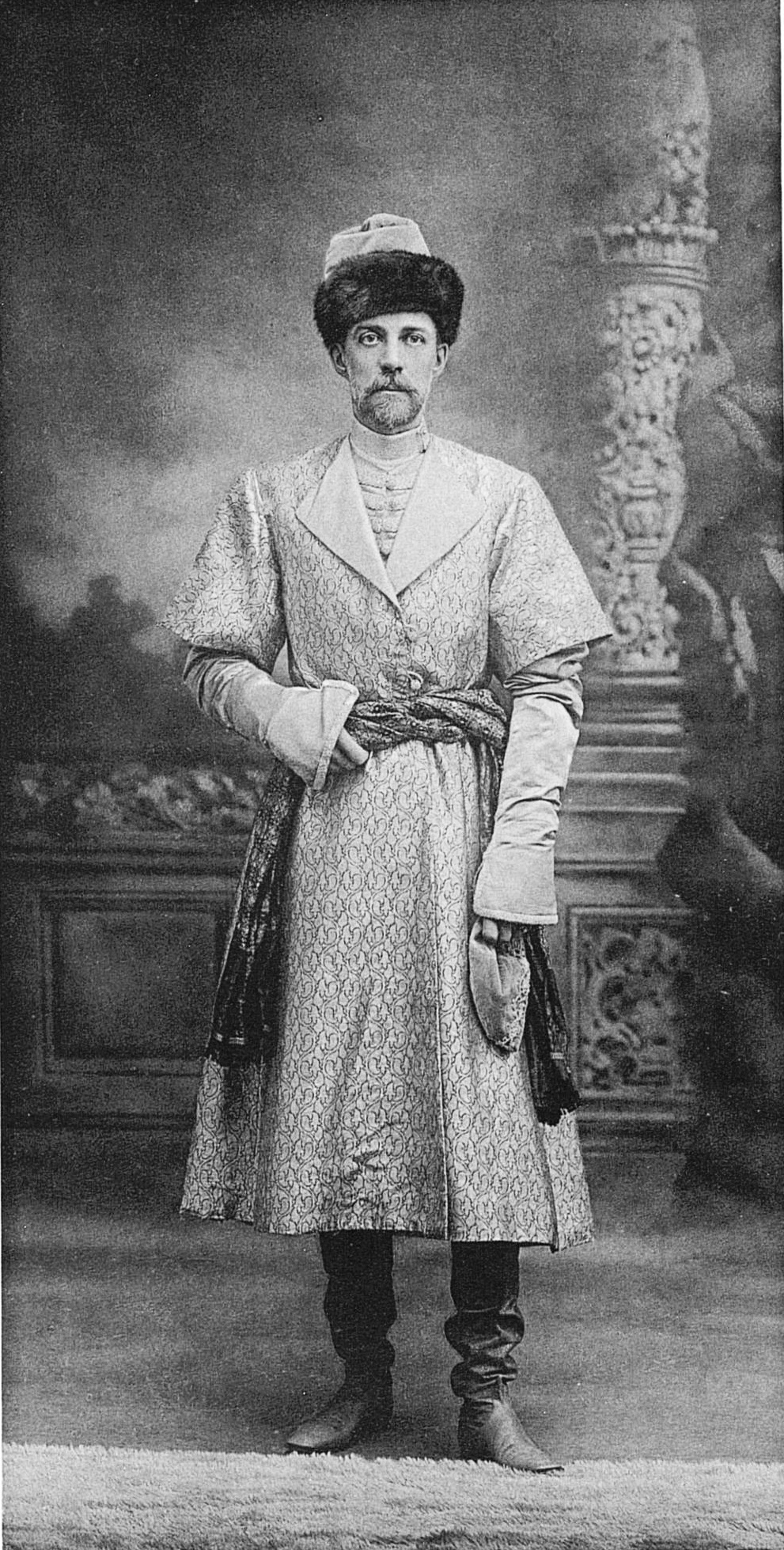
Костюмированный бал 1903 года

8 апреля 1890 года в Петербурге состоялось венчание графа Шувалова и Александры Илларионовны, 20-летней дочери графа Иллариона Ивановича Воронцова-Дашкова и Елизаветы Андреевны, урождённой Шуваловой. Его супруга дожила до 90-летнего возраста, умерла в 1959 году в Париже.
Дети:
- Павел (1891—1919), женат на грузинской княжне Ефросинье Джапаридзе.
- Николай (1896—1914), воспитанник Александровского лицея. Вольноопределяющийся Кавалергардского полка, убит в бою под Каушеном 6 августа 1914 года, посмертно награждён Георгиевским крестом 4-й степени.
- Иван (1903—1980), женат первым браком на Марии Артемьевне Болдыревой, после развода с ней в 1955 году заключил брак с княжной Мариной Петровной Мещерской.
- Пётр (1906—1978), женат первым браком на Елене Борисовне Татищевой, после развода с ней в 1950 году заключил брак с Дасией Робертсон, дочерью Фёдора Шаляпина; супруги жили в Лос-Анджелесе.
- Елизавета (1892—1975), в годы Первой мировой войны — сестра милосердия 18-го Передового отряда Красного Креста при 2-й Гвардейской пехотной дивизии, кавалер всех четырёх степеней Георгиевской медали «За храбрость», первые годы эмиграции провела в Греции, училась в Дрездене, жила в Париже, после 1955 г. — в США, сотрудник журнала «Опыты», преподавала русский язык в университете г. Сиракуз, затем — в колледже Смит, в Нортхэмптоне, не замужем[4].
- Александра (1893—1973), жена князя Дмитрия Леонидовича Вяземского-Левашова.
- Мария (1894—1973), в первом браке (1917—1921) замужем за князем Дмитрием Александровичем Оболенским, во втором (Канны, 1922) — за графом Андреем Дмитриевичем Толстым.
- Ольга (род. 1902), с 1934 года — жена Владимира Ивановича Родионова (1905—1997), впоследствии православного архиепископа.